# لفیت (مینه‌سوتا)
لفیت، مینه‌سوتا (به انگلیسی: Lafayette, Minnesota) یک شهر در ایالات متحده آمریکا است که در شهرستان نیکلت، مینه‌سوتا واقع شده‌است.

## خصوصیات
لفیت ۲٫۹۸ کیلومترمربع مساحت و ۵۰۴ نفر جمعیت دارد و ۳۰۸ متر بالاتر از سطح دریا واقع شده‌است.